# Бли (Ен)
Бли (фр. Blyes) је насељено место у Француској у региону Рона-Алпи, у департману Ен (Рона-Алпи).
По подацима из 2011. године у општини је живело 907 становника, а густина насељености је износила 97,32 становника/km².

## Демографија
| 1962. | 1968. | 1975. | 1982. | 1990. | 2011. |
| ----- | ----- | ----- | ----- | ----- | ----- |
| 108   | 147   | 228   | 359   | 535   | 907   |